# Alberto Nepomuceno
Alberto Nepomuceno (Fortaleza, 6 luglio 1864 – Rio de Janeiro, 16 ottobre 1920) è stato un compositore e direttore d'orchestra brasiliano.
Esponente della scuola nazionale brasiliana, svolse un'importante attività culturale e organizzativa: fu direttore dell’Orchestra dei concerti popolari e direttore dell’Instituto Nacional de Mùsica. Compose varie opere di musica teatrale e sinfonica.